# Klara Döpel
Klara (Minna) Renate Döpel, née Mannß, (1900 - 6 avril 1945) est une féministe, avocate et physicienne allemande. Elle a travaillé avec son époux, le physicien nucléaire allemand Robert Döpel, sur les configurations de réacteurs nucléaires pour le projet d'énergie nucléaire allemand.

## Biographie

### Études
Klara Döpel étudie le droit à l'université Louis-et-Maximilien de Munich et travaille comme avocate jusqu'en 1933. En 1934, elle épouse le physicien nucléaire Robert Döpel. Elle change alors son domaine d'études pour la physique à l'Université Julius Maximilian de Würzburg.

### Carrière
En 1938, Klara Döpel suit son époux Robert à Leipzig, où il devient professeur à l'Université. Robert est un collègue de Werner Heisenberg, qui y dirige le département de physique théorique. Après le démarrage du projet allemand d'énergie nucléaire, Heisenberg et son équipe travaillent sur les principales composantes du programme, notamment la séparation isotopique, les mesures des constantes nucléaires et l'Uranmaschine (machine à uranium, i.e. réacteur nucléaire). Klara et Robert étudient ensemble les configurations expérimentales de l'Uranmaschine désignées L 1 à L 4. Le couple Döpel et Heisenberg publient le rapport de la Deutsche Forschungsberichte sur les expériences qui y sont menées,.
En août 1940, Robert et Klara Döpel démontrent l'utilité d'utiliser l'eau lourde comme modérateur dans un réacteur nucléaire. Ils conduisent des expériences une géométrie sphérique (sphères creuses) d'uranium entourée d'eau lourde. L'essai LI est effectué en août 1940 et L-II six mois plus tard. Les résultats de l'essai L-IV, à l'été 1942 indiquent que la géométrie sphérique, avec cinq tonnes métriques d'eau lourde et 10 tonnes métriques d'uranium métallique, peuvent supporter une réaction de fission. Les résultats sont présentés dans un article de Robert et Klara Döpel et Werner Heisenberg. L'article est publié dans le Kernphysikalische Forschungsberichte (Rapports de Recherche en Physique Nucléaire), un média de rapport interne classifié du projet allemand sur l'énergie nucléaire. En 1942, la supervision du projet est transférée du Heereswaffenamt (HWA, Bureau central pour le développement technique et la production d'armes) au Reichsforschungsrat (RFR, Conseil de la recherche du Reich).
Dans une lettre écrite en décembre 1943, Robert Döpel raconte que des raids aériens ont détruit 75% de Leipzig, dont son institut. Des raids aériens au cours de cette année incendient également l'immeuble des Döpel et la maison de Heisenberg à Leipzig.

### Mort
Seize mois plus tard, le 6 avril 1945, juste 32 jours avant la reddition de l'Allemagne, Klara est tuée lors d'un raid aérien alors qu'elle travaille dans le bâtiment de physique.

## Rapports internes
Les rapports suivants ont été publiés dans le Kernphysikalische Forschungsberichte, une publication interne de l'Uranverein allemand. Les rapports sont classés Top Secret, leur diffusion très limitée et les auteurs ne sont pas autorisés à en conserver de copies. Les rapports sont confisqués dans le cadre de l'opération alliée Alsos et envoyés à la Commission américaine de l'énergie atomique pour évaluation. En 1971, les rapports sont déclassifiés et renvoyés en Allemagne. Les rapports sont disponibles au Karlsruhe Nuclear Research Center et à l'American Institute of Physics.
- Robert Döpel, K. Döpel et Werner Heisenberg Bestimmung der Diffusionslänge thermischer Neutronen dans Präparat 38 (5 décembre 1940). G-22[5].
- Robert Döpel, K. Döpel et Werner Heisenberg Bestimmung der Diffusionslänge thermischer Neutronen dans schwerem Wasser (7 août 1940). G-23.
- Robert Döpel, K. Döpel et Werner Heisenberg Versuche mit Schichtenanordnungen von D 2 O und 38 (28 octobre 1941). G-75.
- Robert Döpel, K. Döpel et Werner Heisenberg Der experimentelle Nachweis der effektiven Neutronenvermehrung in einem Kugel-Schichten-System aus D 2 O und Uran-Metall (juillet 1942). G-136[6].
- Robert Döpel, K. Döpel et Werner Heisenberg Die Neutronenvermehrung dans einem D 2 O-38-Metallschichtensystem (mars 1942). G-373.